# Нефрон
Нефронът (на гръцки: νεφρός, бъбрек) е основна структурна и функционална единица на бъбреците. Той е микроскопично тръбесто образувание. Всеки нефрон започва от кората и преминава през сърцевината, като преминава в събирателни каналчета, които се отварят в бъбречното легенче. В бъбреците има общо около 1 млн. нефрона. Нефронът се състои от бъбречно (Малпигиево) телце и извито каналче. Бъбречното телце е изградено от капилярно клъбце и обвиваща го капсула. От нея започва извитото каналче.
В нефрона се осъществява три основни процеса: филтрация, обратно всмукване и секреция. Филтрацията се осъществява в гломерулите, докато другите два процеса - реабсорбция (обратно всмукване) и секреция - в тубулите. Трите процеса са от изключителна важност за поддържане на вътрешната течна среда на организма и алкално-киселинното равновесие на организма. Филтрацията е пасивен процес, който се извършва под действие на хидростатичното налягане. Нормално за 24 часа филтратът е 170 литра, като съставът му е същият като този на плазмата (кръвта се състои от кръвна плазма и формени елементи - еритроцити, левкоцити и тромбоцити. За сравнение обемът на крайната урина е около 1.5 литра/24 часа. Филтрацията зависи от два фактора: коефициент на филтрация и ефективно филтрационно налягане. Първият фактор зависи от големината и пропускливостта на филтрационната мембрана, докато вторият е сума и разлика от няколко налягания: ЕХН= ХНгл-(ХНбк+КОН). С този процес се свързва и един важен показател за екскретирашщата функция на бъбреците, а именно бъбречен клирънс. По определение това е обемът плазма, който се очиства от дадено вещество за единица време. По клирънса на екзогенно внесен инулин може да се определи гломерулната филтрация, защото този хормон в тубулите не се подлага на реабсорбция и секреция.